# Начарово
Начарово (баш. Нажар) — деревня в Балтачевском районе Башкортостана, относится к Нижнекарышевскому сельсовету.

## Географическое положение
Расстояние до:
- районного центра (Старобалтачёво): 26 км,
- центра сельсовета (Верхнекарышево): 7 км,
- ближайшей ж/д станции (Куеда): 93 км.

## История
В материалах Первой ревизии, в 1722 году в деревне были учтены 43 души мужского пола служилых мещеряков.

## Население
| 2002 | 2009 | 2010 |
| ---- | ---- | ---- |
| 357  | ↘341 | ↘268 |

Национальный состав
Согласно переписи 2002 года, преобладающая национальность — татары (99 %).

## Известные уроженцы
- Амиров, Раиф Кадимович (род. 3 ноября 1941 года) — писатель, учёный-литературовед, доктор филологических наук (1986), профессор (1987), заслуженный деятель науки РБ (1991). Член Союза писателей СССР (1981).